# مار کربنی

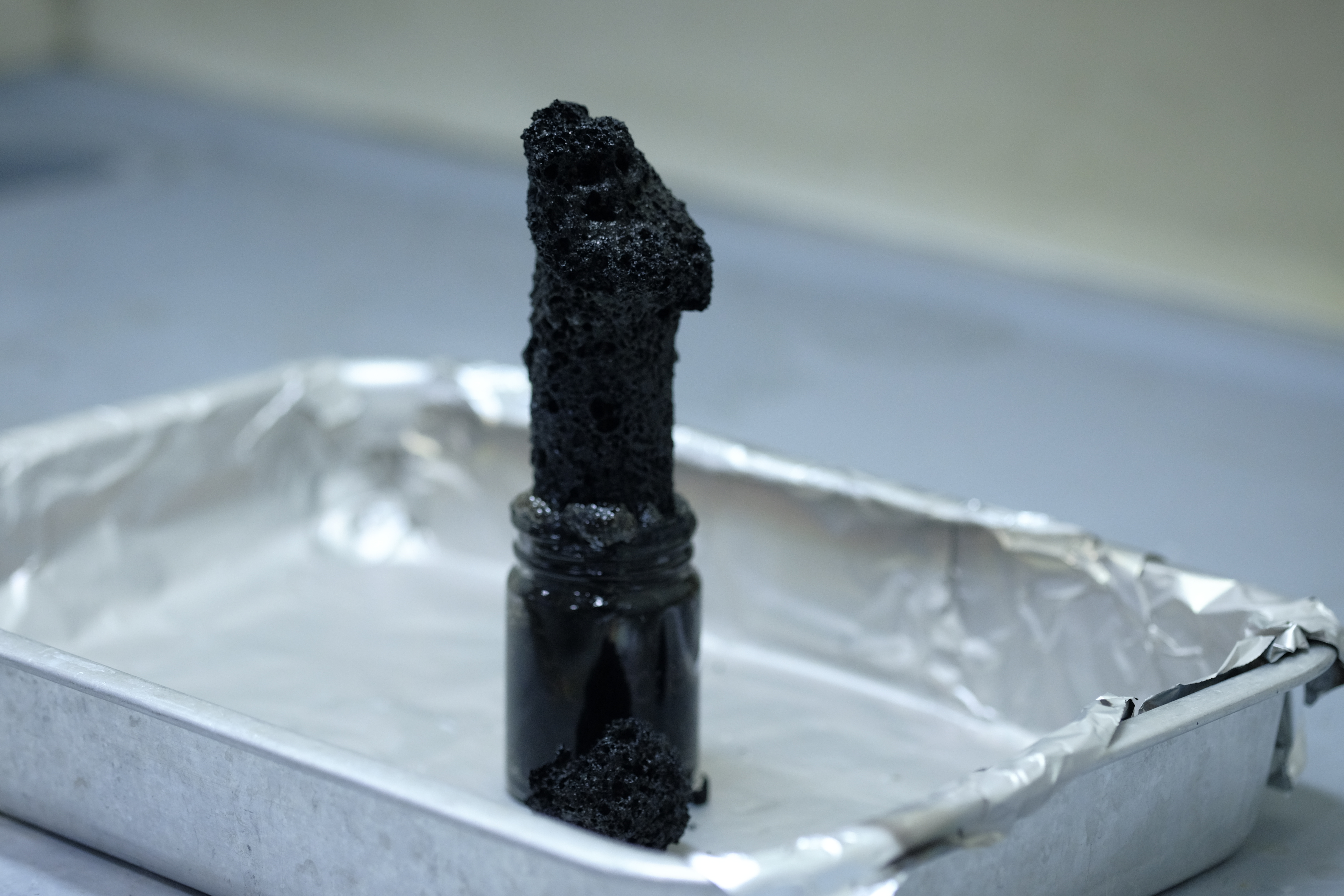
ستونی از گرافیت سیاه متخلخل در طول آزمایش تشکیل شد.

مار کربنی نمایشی از واکنش کم‌آبی قند توسط اسید سولفوریک غلیظ است. با اسید سولفوریک غلیظ، شکر (ساکارز) یک واکنش تجزیه را انجام می‌دهد که شکل آن را به یک مخلوط جامد-مایع سیاه تبدیل می‌کند. آزمایش مار کربنی را گاهی اوقات می‌توان به اشتباه به‌عنوان واکنش مار سیاه (آتش بازی)، «مار قندی» یا «سوزش شکر» تشخیص داد که همه این‌ها به جای اسید سولفوریک شامل جوش شیرین هستند.

## توضیح
اسید سولفوریک غلیظ می‌تواند یک واکنش کم‌آبی را با شکر انجام دهد. پس از مخلوط کردن، رنگ از سفید به قهوه‌ای و در نهایت به سیاه تغییر می‌کند. انبساط مخلوط حاصل تبخیر آب و CO 2 در داخل ظرف است. گازها مخلوط را باد می‌کنند تا شکلی شبیه به مار ایجاد کنند و بوی شکر سوخته از خود خارج می‌کنند. دانه بندی شکر می‌تواند تأثیر زیادی روی واکنش بگذارد: پودر قند خیلی سریع واکنش نشان می‌دهد اما حبه‌های شکر زمان بیشتری برای واکنش نیاز دارند.
هنگامی که ساکارز کم‌آب می‌شود، گرما به محیط اطراف در یک واکنش گرمازا داده می‌شود، در حالی که گرافیت و آب مایع از تجزیه قند تولید می‌شوند:
C 12 H 22 O 11 (s) + H 2 SO 4 (aq) + 1/2 O 2 (g) → 11 C (s) + CO 2 (g) + 12 H 2 O (g) + SO 2 (g)
همان‌طور که اسید ساکارز را کم‌آب می‌کند، آب تولید شده اسید سولفوریک را رقیق می‌کند و انرژی را به شکل گرما تولید می‌کند.
C 12 H 22 O 11 (s) → 12 C (s) + 11 H 2 O (l)

## آزمایش جایگزین
اگر این آزمایش زیر هود (تهویه) انجام شود، پارا-نیتروآنیلین می‌توان به جای شکر استفاده می‌شود. با این روش، فاز واکنش قبل از ظهور مار سیاه مدت بیشتری زمان می‌برد، اما پس از تکمیل، خود مار سیاه به سرعت از ظرف خارج می‌شود. این واکنش در صورت استفاده بیش از حد اسید سولفوریک ممکن است باعث انفجار شود.